# Гонсторф
Гонсторф (нім. Hohnstorf) — громада в Німеччині, розташована в землі Нижня Саксонія. Входить до складу району Люнебург. Складова частина об'єднання громад Шарнебек.
Площа — 10,22 км2. Населення становить 2367 ос. (станом на 31 грудня 2021).